# Stockholm Mean Machines 2022
Questa voce raccoglie le informazioni riguardanti gli Stockholm Mean Machines nelle competizioni ufficiali della stagione 2022.

## Maschile

### Superserien 2022

#### Stagione regolare
| Örebro 2 aprile 2022, ore 15:30 1ª giornata | Örebro Black Knights | 23 – 26 (0-0 14-14 3-6 6-6) referto | Stockholm Mean Machines | Behrn Arena (800 spett.)\| Arbitro: \| J. Kaya \| |
| Arbitro:                                    | J. Kaya              |                                     |                         |                                                   |

| Stoccolma 13 aprile 2022, ore 19:00 Anticipo 3ª giornata | Stockholm Mean Machines | 34 – 20 (7-14 13-0 0-6 14-0) referto | Tyresö Royal Crowns | Zinkensdamms Idrottsplats (478 spett.) |

| Stoccolma 7 maggio 2022, ore 15:00 5ª giornata | Stockholm Mean Machines | 37 – 35 (14-7 10-14 7-7 6-7) referto | Carlstad Crusaders | Zinkensdamms Idrottsplats (298 spett.) |

| Karlstad 22 maggio 2022, ore 17:00 6ª giornata | Carlstad Crusaders | 23 – 41 (14-12 3-16 0-0 6-13) referto | Stockholm Mean Machines | Tingvalla IP (478 spett.)\| Arbitro: \| Mandoki \| |
| Arbitro:                                       | Mandoki            |                                       |                         |                                                    |

| Stoccolma 11 giugno 2022, ore 15:00 8ª giornata | Stockholm Mean Machines | 51 – 7 (24-0 20-0 0-0 7-7) referto | Örebro Black Knights | Zinkensdamms Idrottsplats (624 spett.) |

| Tyresö 23 giugno 2022 9ª giornata | Tyresö Royal Crowns | 21 – 31 (0-0 7-14 7-7 7-10) referto | Stockholm Mean Machines | Tyresövallen (300 spett.) |

#### Playoff
| Stoccolma 2 luglio 2022, ore 15:00 Semifinale | Stockholm Mean Machines | 35 – 22 (21-7 7-0 7-7 0-8) referto | Tyresö Royal Crowns | Zinkensdamms Idrottsplats |

| Arbitri: | Hellgren Eliason M. Magnusson H. von Sydow Dahlin B. Westerbjork S. Hagen |

| |           |                                                                        |
| Retzlaff 10':24" Q1 (TD) 30yd pass from Pappas Gavelin-Miranda Q1 (pat) Hallgren 7':42" Q1 (TD) 79yd pass from Pappas Gavelin-Miranda Q1 (pat) Gavelin-Miranda 6':42" Q1 (TD) 20yd pass from Pappas Gavelin-Miranda Q1 (pat) Gavelin-Miranda 0':10" Q1 (FG) 25yd Blomgren 9':09" Q2 (TD) 43yd pass from Pappas Gavelin-Miranda Q2 (pat) Retzlaff 1':06" Q2 (TD) 22yd pass from Pappas Gavelin-Miranda Q2 (pat) Retzlaff 1':42" Q3 (TD) 16yd pass from Pappas Gavelin-Miranda Q3 (pat) Westin 1':06" Q4 (TD) 96yd fumble recovery Gavelin-Miranda Q4 (pat) | Marcatori | Wetterberg 2':27" Q2 (TD) 19yd pass from Vasey Göransson Q2 (tpc) rush |

### Statistiche di squadra
| Competizione | %Vittorie | In casa | In casa | In casa | In casa | In casa | In casa | In trasferta | In trasferta | In trasferta | In trasferta | In trasferta | In trasferta | Totale | Totale | Totale | Totale | Totale | Totale |
| Competizione | %Vittorie | G       | V       | N       | P       | Pf      | Ps      | G            | V            | N            | P            | Pf           | Ps           | G      | V      | N      | P      | Pf     | Ps     |
| ------------ | --------- | ------- | ------- | ------- | ------- | ------- | ------- | ------------ | ------------ | ------------ | ------------ | ------------ | ------------ | ------ | ------ | ------ | ------ | ------ | ------ |
| Campionato   | 1.000     | 3       | 3       | 0       | 0       | 122     | 62      | 3            | 3            | 0            | 0            | 98           | 67           | 6      | 6      | 0      | 0      | 220    | 129    |
| Playoff      | 1.000     | 2       | 2       | 0       | 0       | 87      | 30      | 0            | 0            | 0            | 0            | 0            | 0            | 2      | 2      | 0      | 0      | 87     | 30     |
| Totale       | 1.000     | 5       | 5       | 0       | 0       | 209     | 92      | 3            | 3            | 0            | 0            | 98           | 67           | 8      | 8      | 0      | 0      | 307    | 159    |

### Statistiche personali

#### Marcatori
| Giocatore       | Ruolo | TD rush | TD recv | TD int | TD p.ret | TD k.ret | TD oth | Xp1   | Xp2 | FG  | Saf | Totale |
| --------------- | ----- | ------- | ------- | ------ | -------- | -------- | ------ | ----- | --- | --- | --- | ------ |
| Stedt           |       | 9+2     | 2+1     | 0+0    | 0+0      | 0+0      | 0+0    | 0+0   | 0+0 | 0+0 | 0+0 | 86     |
| Gavelin-Miranda |       | 0+0     | 1+2     | 0+0    | 0+0      | 0+0      | 0+0    | 24+12 | 0+0 | 3+1 | 0+0 | 69     |
| Retzlaff        |       | 0+0     | 8+3     | 0+0    | 0+0      | 0+0      | 0+0    | 0+0   | 0+0 | 0+0 | 0+0 | 66     |
| Hallgren        |       | 0+0     | 6+2     | 0+0    | 0+0      | 0+0      | 0+0    | 0+0   | 0+0 | 0+0 | 0+0 | 48     |
| Blomgren        |       | 0+0     | 4+1     | 0+0    | 0+0      | 0+0      | 0+0    | 0+0   | 0+0 | 0+0 | 0+0 | 30     |
| Fall            |       | 0       | 2       | 0      | 0        | 0        | 0      | 0     | 0   | 0   | 0   | 12     |
| V. Cimrell      |       | 1       | 0       | 0      | 0        | 0        | 0      | 0     | 0   | 0   | 0   | 6      |
| Westin          |       | 0+0     | 0+0     | 0+0    | 0+0      | 0+0      | 0+1    | 0+0   | 0+0 | 0+0 | 0+0 | 6      |
| S. Johansson    |       | 0       | 0       | 0      | 0        | 0        | 0      | 0     | 0   | 1   | 0   | 3      |

#### Passer rating
| Giocatore | G   | Att    | Comp   | Int | Yds      | TD   | NFL    | NCAA   |
| --------- | --- | ------ | ------ | --- | -------- | ---- | ------ | ------ |
| Pappas    | 6+2 | 185+62 | 113+46 | 0+0 | 1984+618 | 23+9 | 110,56 | 155,13 |